# Боровское (озеро)
Боровское — озеро в Мендыкаринском районе Костанайской области Казахстана. Находится в западе села Боровское.
По данным топографической съёмки 1958 года, площадь поверхности озера составляет 1,9 км². Наибольшая длина озера — 2,4 км, наибольшая ширина — 1,3 км. Длина береговой линии составляет 6,4 км, развитие береговой линии — 1,3. Озеро расположено на высоте 167,2 м над уровнем моря. Соединено протокой с озером Зоново.